# Lobobunaea ansorgei
Lobobunaea ansorgei är en fjärilsart som beskrevs av Rothschild. Lobobunaea ansorgei ingår i släktet Lobobunaea och familjen påfågelsspinnare. Inga underarter finns listade i Catalogue of Life.